# 李慧芝 (主播)
李慧芝（1980年12月14日—），臺灣政治人物，現任行政院發言人，曾任華視與民視主播、東森新聞台記者，其父親為國立政治大學國際事務學院創院院長、現任戰略與國際安全中心主任李登科教授。